# Списак округа Њу Џерзија
У савезној држави Њу Џерзи постоји 21 округ. Сви окрузи заједно садрже 556 општина или других административних јединица. У Њу Џерзију окружни ниво локалне власти се налази између државног и општинског нивоа.

## ФИПС код
Савезни стандард за обраду информација (ФИПС) код који користи Влада Сједињених Држава да јединствено одреди округе је дат уз сваки округ. ФИПС кодови имају пет цифара, а за Њу Џерзи кодови почињу цифрама 34 које прати троцифрена ознака округа. ФИПС код за сваки округ у табели представља везу ка пописним подацима за тај округ.

## Окрузи
| Округ            | ФИПС код | Седиште округа | Настао | Формиран из                                                   | Добио име по | Становништво | Површина  | Мапа |
| ---------------- | -------- | -------------- | ------ | ------------------------------------------------------------- | --- | ------------ | --------- | --- |
| Округ Атлантик   | 001      | Мејс Ландинг   | 1837   | округа Глостер                                                | Атлантском океану, који чини источну границу округа.                                                                         | 274.549      | 1.453 km2 | [[Слика:Map of New Jersey highlighting Atlantic County.svg\|80п\|alt={{{Alt\|Мапа државе са истакнутим округом Атлантик.\|Мапа државе са истакнутим округом Атлантик.]]        |
| Округ Берген     | 003      | Хакенсак       | 1683   | Један од четири првобитна округа формирана у Источном Џерзију | насељу Берген, Нова Холандија, које је добило име по Бергену, Северна холандија                                              | 905.116      | 606 km2   | [[Слика:Map of New Jersey highlighting Bergen County.svg\|80px\|alt={{{Alt\|Мапа државе са истакнутим округом Берген.\|Мапа државе са истакнутим округом Берген.]]             |
| Округ Берлингтон | 005      | Маунт Холи     | 1694   | Један од два првобитна округа формирана у Западном Џерзију    | старом имену за локалитет код Бридлингтона, Енглеска.                                                                        | 448.734      | 2.085 km2 | [[Слика:Map of New Jersey highlighting Burlington County.svg\|80px\|alt={{{Alt\|Мапа државе са истакнутим округом Берлингтон.\|Мапа државе са истакнутим округом Берлингтон.]] |
| Округ Камден     | 007      | Камден         | 1844   | округа Глостер                                                | Чарлсу Прату, 1. Ерлу Камдена (1714–1794), енглеском симпатизеру колониста током Америчке револуције.                        | 513.657      | 575 km2   | [[Слика:Map of New Jersey highlighting Camden County.svg\|80px\|alt={{{Alt\|Мапа државе са истакнутим округом Камден.\|Мапа државе са истакнутим округом Камден.]]             |
| Округ Кејп Меј   | 009      | Кејп Меј       | 1692   | округа Берлингтон                                             | холандском истраживачу из 17. века, Корнелијусу Јакобсену Меју, који је истраживао Залив Делавер до јужног дела овог округа. | 97.265       | 660 km2   | [[Слика:Map of New Jersey highlighting Cape May County.svg\|80px\|alt={{{Alt\|Мапа државе са истакнутим округом Кејп Меј.\|Мапа државе са истакнутим округом Кејп Меј.]]       |
| Округ Камберланд | 011      | Бриџтон        | 1748   | округа Сејлем                                                 | Принцу Вилијаму, војводи од Камберланда (1721–1765), другом сину Џорџа II, победнику у бици код Калодена 1746.               | 156.898      | 1.267 km2 | [[Слика:Map of New Jersey highlighting Cumberland County.svg\|80px\|alt={{{Alt\|Мапа државе са истакнутим округом Камберланд.\|Мапа државе са истакнутим округом Камберланд.]] |
| Округ Есекс      | 013      | Њуарк          | 1683   | Један од четири првобитна округа формирана у Источном Џерзију | округу Есекс у Енглеској. | 783.969      | 326 km2   | [[Слика:Map of New Jersey highlighting Essex County.svg\|80px\|alt={{{Alt\|Мапа државе са истакнутим округом Есекс.\|Мапа државе са истакнутим округом Есекс.]]                |
| Округ Глостер    | 015      | Вудбери        | 1686   | округа Бурлингтон                                             | граду Глостеру у Енглеској.                                                                                                  | 288.288      | 842 km2   | [[Слика:Map of New Jersey highlighting Gloucester County.svg\|80px\|alt={{{Alt\|Мапа државе са истакнутим округом Глостер.\|Мапа државе са истакнутим округом Глостер.]]       |
| Округ Хадсон     | 017      | Џерзи Сити     | 1840   | округа Берген                                                 | енглеском истраживачу Хенрију Хадсону (умро 1611), који је истраживао обалу Њу Џерзија.                                      | 634.266      | 122 km2   | [[Слика:Map of New Jersey highlighting Hudson County.svg\|80px\|alt={{{Alt\|Мапа државе са истакнутим округом Хадсон.\|Мапа државе са истакнутим округом Хадсон.]]             |
| Округ Хантердон  | 019      | Флемингтон     | 1714   | округа Бурлингтон                                             | Роберту Хантеру (1664–1734), колонијалном гувернеру Њу Џерзија од 1710. до 1720.                                             | 128.349      | 1.114 km2 | [[Слика:Map of New Jersey highlighting Hunterdon County.svg\|80px\|alt={{{Alt\|Мапа државе са истакнутим округом Хантердон.\|Мапа државе са истакнутим округом Хантердон.]]    |
| Округ Мерсер     | 021      | Трентон        | 1838   | округа Берлингтон, Хантердон, Мидлсекс и Самерсет             | генералу Континенталне армије Хјуу Мерсеру (1726–1777), који је погинуо у бици код Принстона.                                | 366.513      | 585 km2   | [[Слика:Map of New Jersey highlighting Mercer County.svg\|80px\|alt={{{Alt\|Мапа државе са истакнутим округом Мерсер.\|Мапа државе са истакнутим округом Мерсер.]]             |
| Округ Мидлсекс   | 023      | Њу Бранзвик    | 1683   | Један од четири првобитна округа формирана у Источном Џерзију | бившем округу Мидлсекс у Енглеској.                                                                                          | 809.858      | 805 km2   | [[Слика:Map of New Jersey highlighting Middlesex County.svg\|80px\|alt={{{Alt\|Мапа државе са истакнутим округом Мидлсекс.\|Мапа државе са истакнутим округом Мидлсекс.]]      |
| Округ Монмут     | 025      | Фрихолд Бороу  | 1683   | Један од четири првобитна округа формирана у Источном Џерзију | историјском округу Монмутшир у Велсу                                                                                         | 630.380      | 1.222 km2 | [[Слика:Map of New Jersey highlighting Monmouth County.svg\|80px\|alt={{{Alt\|Мапа државе са истакнутим округом Монмут.\|Мапа државе са истакнутим округом Монмут.]]           |
| Округ Морис      | 027      | Мористаун      | 1739   | округа Хантердон                                              | пуковникку Луису Морису (1671–1746), колонијалном гувернеру Њу Џерзија у доба формирања округа.                              | 492.276      | 1.215 km2 | [[Слика:Map of New Jersey highlighting Morris County.svg\|80px\|alt={{{Alt\|Мапа државе са истакнутим округом Морис.\|Мапа државе са истакнутим округом Морис.]]               |
| Округ Оушан      | 029      | Томс Ривер     | 1850   | округа Монмут                                                 | Атлантском океану, који чини источну границу Њу Џерзија.                                                                     | 576.567      | 2.372 km2 | [[Слика:Map of New Jersey highlighting Ocean County.svg\|80px\|alt={{{Alt\|Мапа државе са истакнутим округом Оушан.\|Мапа државе са истакнутим округом Оушан.]]                |
| Округ Пасејик    | 031      | Патерсон       | 1837   | округа Берген и Есекс                                         | „Пасаек“, речи на језику народа Ленапе, што значи „долина“.                                                                  | 501.226      | 479 km2   | [[Слика:Map of New Jersey highlighting Passaic County.svg\|80px\|alt={{{Alt\|Мапа државе са истакнутим округом Пасејик.\|Мапа државе са истакнутим округом Пасејик.]]          |
| Округ Сејлем     | 033      | Сејлем         | 1694   | Један од два првобитна округа формирана у Западном Џерзију    | хебрејској речи за „мир“. | 66.083       | 875 km2   | [[Слика:Map of New Jersey highlighting Salem County.svg\|80px\|alt={{{Alt\|Мапа државе са истакнутим округом Сејлем.\|Мапа државе са истакнутим округом Сејлем.]]              |
| Округ Самерсет   | 035      | Самервил       | 1688   | округа Мидлсекс                                               | Округу Самерсет у Енглеској.                                                                                                 | 323.444      | 790 km2   | [[Слика:Map of New Jersey highlighting Somerset County.svg\|80px\|alt={{{Alt\|Мапа државе са истакнутим округом Самерсет.\|Мапа државе са истакнутим округом Самерсет.]]       |
| Округ Сасекс     | 037      | Њутон          | 1753   | округа Морис                                                  | округу Сасекс у Енглеској.                                                                                                   | 149.265      | 1.349 km2 | [[Слика:Map of New Jersey highlighting Sussex County.svg\|80px\|alt={{{Alt\|Мапа државе са истакнутим округом Сасекс.\|Мапа државе са истакнутим округом Сасекс.]]             |
| Округ Јунион     | 039      | Елизабет       | 1857   | округа Есекс                                                  | унији Сједињених Држава, која је била угрожена услед неслагања око питања робовласништва.                                    | 536.499      | 267 km2   | [[Слика:Map of New Jersey highlighting Union County.svg\|80px\|alt={{{Alt\|Мапа државе са истакнутим округом Јунион.\|Мапа државе са истакнутим округом Јунион.]]              |
| Округ Ворен      | 041      | Белвидер       | 1824   | округа Сасекс                                                 | генералу из доба Америчке револуције Џозефу Ворену (1741–1775), који је погинуо у бици код Банкер Хила.                      | 108.692      | 927 km2   | [[Слика:Map of New Jersey highlighting Warren County.svg\|80px\|alt={{{Alt\|Мапа државе са истакнутим округом Ворен.\|Мапа државе са истакнутим округом Ворен.]]               |